# The Famous 1938 Carnegie Hall Jazz Concert
The Famous 1938 Carnegie Hall Jazz Concert es un álbum en vivo del jazzista Benny Goodman. Es conocido por ser el primer álbum doble de la historia. Columbia Records lo catalogó como SL-160. Fue grabado en 1938, pero lanzado en 1950. Fue editado en una serie de discos de 45 RPM. Se trata de una grabación de interés, era el estreno de una actuación de una orquesta de jazz en el famoso Carnegie Hall de Nueva York.

## Historia
Bruce Eder, escribiendo para Allmusic, generalmente elogia la edición en CD del álbum, señalando el equilibrio entre una reproducción más nítida de detalles sonoros y ruido conservando partir del material original.
Este álbum fue grabado en un show de jazz por Benny Goodman en 1938, y lanzado más tarde en 1950. Tiene varios puntos para destacar: es el primer álbum publicado en la década de 1950, es el primer álbum de Goodman en ser publicado en el nuevo formato de LP a 33 RPM, y el más importante, que es el primer álbum doble de la historia, y es el primero en vender un millón de copias.
Como para la edición de 1999, no había cintas maestras ya que en el momento aún no se habían popularizado los magnetofones de cinta abierta, Phil Schaap tuvo que conseguir el material inédito que estaba grabado en discos de acetato o en discos de 78 RPM, las canciones rescatadas fueron: "Sometimes I'm Happy" (la primera canción original del show) y "If Dreams Come True", todo este material antes perdido e inédito.

## Lista de canciones, álbum doble de 1950

### Disco 1

#### Lado A
1. "Don't Be That Way" (Edgar Sampson, Benny Goodman, Mitchell Parish) — 5:26
2. "One O'Clock Jump" (Eddie Durham, Buster Smith) — 6:36
3. "Dixieland one step" — 2:08
4. "I'm Coming Virginia" (Will Marion Cook, Donald Heywood) — 0:50
5. "When My Baby Smiles at Me" (Bill Munro, Andres Sterling, Ted Lewis, Harry von Tilzer) — 0:54
6. "Shine" (Cecil Mack, Ford Dabney, Lew Brown) — 1:10
7. "Blue Reverie" (Duke Ellington, Harry Carney) — 2:03
8. "Life Goes to A Party" (Harry James, Benny Goodman) — 4:14

#### Lado B
1. "Stompin' at the Savoy" (Edgar Sampson, Benny Goodman, Chick Webb) — 6:05
2. "Dizzy Spells" (Benny Goodman, Lionel Hampton, Teddy Wilson) — 5:35
3. "Sing Sing Sing" (Louis Prima) — 11:55
4. "Big John's Special" (Horace Henderson) — 3:39

### Disco 2

#### Lado A
1. "Honeysuckle Rose" (Thomas Waller, Andy Razaf) — 13:40
2. "Body and Soul" (Johnny Green, Edward Heyman, Robert Sour, Frank Eyton) — 3:15
3. "Avalon" (Vincent Rose, B.G. deSylva, Al Jolson) — 4:12
4. "The Man I Love" (George Gershwin, Ira Gershwin) — 3:20

#### Lado B
1. "I Got Rhythm" (George Gershwin, Ira Gershwin) — 5:06
2. "Blue Skies" (Irving Berlin) — 3:03
3. "Loch Lomond" (tradicional) — 2:55
4. "Blue Room " (Richard Rodgers, Lorenz Hart) — 2:38
5. "Swingtime in the Rockies" (Jimmy Mundy, Benny Goodman) — 2:27
6. "Bei Mir Bist du Schoen" (Scholom Secunda, Jacob Jacobs, Sammy Cahn, Saul Chaplin) — 3:53
7. "China Boy" (Dick Winfree, Phil Boutelje) — 4:47

## Músicos
Los músicos que intervinieron en este concierto, fueron los siguientes:
- Benny Goodman - clarinete y director de orquesta
- Solistas invitados: Lionel Hampton - vibráfono / Teddy Wilson - piano/

Count Basie - piano/ Bobby Hackett - Corneta/ Johnny Hodges -saxofones alto y soprano / Harry 
Carney - saxofón barítono / Cootie Williams - trompeta /  Buck Clayton - trompeta / Walter
Page - contrabajo / Lester Young - saxofón tenor / Freddie Green - guitarra.
- Big Band: Harry James, Chris Griffin y Ziggy Elman - trompetas / Red Ballard y Vernon Brown - trombones / Hymie Schertzer, George Koenig- saxofones altos, Art Rollini y Babe Russin - [saxofones tenores/ Jess Stacey - piano / Allen Reuss - guitarra / Harry Goodman - contrabajo / Gene Krupa - batería.